# 上劇團藝文工坊
上劇團藝文工坊（英語：UPShow Theater）是中華民國舞台劇劇團，2010年9月2日於臺中市成立，原始創辦人為陳尚筠、田家樺。致力於原創戲劇表演，並以歌舞劇為主要的表演型式。作品以「尋找生命中最小的大感動」為創作核心主軸，從你我身邊小人物的故事中探尋人們共同的感動記憶。

## 團名的由來
上劇團主要創辦人陳尚筠認為，戲劇除了要感動人心之外，更要發揮潛移默化的力量，讓觀眾在欣賞戲劇之餘也能產生「向上」、「向善」的力量，因此將劇團中文名稱定為「上」劇場。
在戲劇表演中，「人」是最重要的表演元素，每一個登場的人物，無論是主角、配角或是龍套，都是獨一無二的存在，亦即每個人都具有其獨特性、不可取代性，因此將劇團的英文名稱定為「UP (Unique Person)」，劇團完整英文名稱，即為「UPShow」。
劇團創立之初，以「上劇場(UPShow)」為團名。「上劇場」既是名詞，也常做為動詞，有鼓勵觀眾多多上劇場欣賞戲劇表演之意。
2013年中，由於經常被觀眾與合作夥伴稱為「上劇團」，因此順應民意，改名為「上劇團藝文工坊」。

## 重要經歷
2010年9月2日　向臺中市文化局登記立案通過。
2010年11月5日　於「鐵道藝術網絡臺中站20號倉庫」的「21號實驗劇場」演出創團作品《迷失的夢想》。
2011年1月1日　獲選成為「鐵道藝術網絡臺中站20號倉庫」駐村藝術家，於23A展開為期一年的駐村計畫。
2012年1月1日　二度獲選為「鐵道藝術網絡臺中站20號倉庫」駐村藝術家，於23A繼續為期一年的駐村計畫。
2013年1月1日　結束二年「鐵道藝術網絡臺中站20號倉庫」駐村服務，正式遷團至大里國光路。
2014年7月15日　獲選臺中市傑出演藝團隊。
2015年7月15日　二度獲選臺中市傑出演藝團隊。
2015年8月25日　奪得中華民國法務部「全國反毒表演藝術競賽」中部地區冠軍、全國冠軍。
2016年9月1日　成立「表演學苑」，深化中部地區表演藝術教育。

## 歷年創作與演出行程
上劇團藝文工坊長期致力於原創舞台劇、音樂劇、歌舞劇等之創作，每年於劇場、校園進行大量演出，希望以自身的創作能量，提升中部地區對表演藝術市場的消費習慣。
| 年度 | 編號 | 作品名稱                                 | 演出時間與地點 | 總場次 | 演出概況 |
| ---- | ---- | ---------------------------------------- | --- | ------ | --- |
| 2018 | 44   | 命運規劃師-校園巡迴版                    | 長庚大學 4/16 | 巡迴中 | 重新改編「命運規劃師」，以學生族群能夠瞭解、有興趣的表演型式，帶領學生一同思考人生課題。 |
| 2018 | 43   | 命運規劃師-劇場版                        | 屯區藝文中心 實驗劇場 3/31, 4/1 | 2      | 以主角丁孟潔的人生旅程為藍圖，邀請觀眾在演出進行中，投票決定主角的人生路線，從中引發生命的「選擇」以及選擇之後，如何面對人生課題的故事。 |
| 2017 | 42   | 生命之泉-白冷圳                          | 臺中市立圖書館梧棲親子館 12/2 | 2      | 以台中著名的水利工程-白冷圳的建造過程為故事原形，在歌舞劇中融入「虹吸現象」、「連通管現象」等物理知識，帶領孩子認識土地與科技。 |
| 2017 | 41   | 再回來的幸福-租稅宣導劇                  | 新光國中 9/6, 后綜高中國中部 9/7, 鹿寮國中 9/11, 育英國中 9/13, 北新國中 9/13, 東勢國中 9/14, 崇倫國中 9/20, 豐南國中 9/21, 萬和國中 9/25, 福科國中 10/5, 清水國中 10/18, 光明國中 10/18, 潭子國中 10/19                                                  | 13     | 接受台中市地方稅務局委託，演出租稅宣導劇，採用真人真事的「再回來的幸福」改編而成，以祖孫間的感情為主線，帶入租稅相關知識，在感動中獲得正確租稅觀念。 |
| 2017 | 40   | 穿樂世紀愛上你                           | 港區藝術中心 11/28, 29 | 2      | 接受港區藝術中心邀請，於好有藝術表演藝術節中，擔任演出節目。 故事以台灣合唱之父呂泉生的生平事蹟為基底，融入現代的穿越劇情，展現跨越世紀的音樂愛情夢。 |
| 2017 | 39   | 人生電台-III                             | 長榮大學 2016/9/7, 開南大學 11/29, 虎尾科大 3/14, 逢甲大學 3/21, 東海大學 4/27, 東南科大 5/3, 長庚大學 5/8, 大華科大 5/10, 亞洲大學 5/15, 東吳大學 5/23, 長榮大學 9/4, 清水高中 9/15, 亞東技術學院 9/27, 弘光科技大學 9/28, 明道中學 11/9, 醒吾科大 11/15 | 16     | 再次改編真人真事的故事，以電台演出型式串連起數個感人的片段，邀請學生們重新認識親情、愛情、友情等感情。 |
| 2016 | 38   | 夢碎毒害-全國巡迴版                      | 彰化靜思堂 7/2, 台中樹義國小 7/3, 台北東園國小 7/16, 嘉義民雄國中 8/20, 宜蘭投城國中 8/26, 台南慈濟中學 9/24 | 6      | 接受法務部委託，於全國毒害防制中心反毒活動中，演出夢碎毒害一劇，至各地學校進行演出。 |
| 2016 | 37   | 人生電台校園巡迴-II                      | 陽明大學 3/23、遠東科大 4/13、中興商工 (7/27)、長庚大學 (5/5)、臺中國家歌劇院 (4/3) | 5      | 由於2015年人生電台校園巡迴演出過程中，獲得各校師生的熱烈回響，因此再次以電台廣播串連小故事的表現方式，全新製作人生電台，以全新的內容，融合教育部品格教育政策，至各校巡迴演出。 |
| 2015 | 36   | 遊龍戲鳳萌力全開                         | 臺中市中山堂 11/21 | 1      | 因「汝彼娘的情人節之遊龍戲鳳」演出後獲得觀眾的回響，因此重新將作品改編，新增部份角色與歌舞橋段，將整齣戲製作更完整。 故事除了「江山美人」的橋段，還增加了包租婆、幕後金主等人，以兩人苦戀、分手、二十年後重逢的故事，對比原版黃梅調「江山美人」中的正德皇帝和李鳳的愛情故事。 |
| 2015 | 35   | 夢碎毒害                                 | 臺中市大墩文化中心 7/28、臺北松山文化創意園區 8/25 | 2      | 本劇為參加由法務部、教育部、衛生福利部食品藥物管理署聯合主辦，僑務委員會、世界臺灣商會聯合總會共同協辦之「『劇』絕毒害，show你自己」104年度「無毒有我．有我無毒」反毒創意表演藝術競賽，作品敍述一個被毒品所害的年輕人，反思自我、重新尋回人生與夢想的故事。 本作品榮獲當次競賽的 中區冠軍、全國總冠軍。 |
| 2015 | 34   | 汝彼娘的情人節之遊龍戲鳳                 | 20號倉庫 8/14 ~ 8/16 | 4      | 於中國七夕情人節期間，推出以經典黃梅調「江山美人」改編而成的歌舞劇作品。故事敍述一群初出茅蘆的年輕人，因為一場陰錯陽差的誤會，而聽信了民調的結果，決定演出一場「遊龍戲鳳」當作他們的創團作。過程中發生許多曲折的故事，最後才發現這是一場誤會，無路可退的眾人，只好求新求變，另創新局，以電子舞曲搭配黃梅調，企圖吸引觀眾。 |
| 2015 | 33   | 白日夢工廠                               | 勤美誠品綠園道 7/11、8/16 | 2      | 接受勤美誠品邀請，於綠園園創意生活節中，演出白日夢工廠一劇，以大量誇張而美麗的造型，成功吸引了路過的遊客，為勤美誠品綠園道上，增添了一份藝術氣息。 |
| 2015 | 32   | 瘋狂按摩院                               | 臺中公園 5/16、龍港國小 5月 | 2      | 輕鬆幽默的舞劇，由一連串趣味橫生的音樂與舞蹈，串連起幾段簡單而富有童趣的小故事，讓大人與小孩在故事中，重溫兒時的回憶。 值得一提的，是這齣作品中，上劇團首次採用大量而誇張的髮飾，創造了夢幻般的造型，為其後白日夢工廠的造型，打下了基礎。 |
| 2015 | 31   | 人生電台校園巡迴演出                     | 美和科大 4/16、宜寧中學 5/1、中興商工 11/4 | 3      | 由真實故事改編，以電台廣播的方式，串連起八個不同的生命故事，談愛情、親情、友情、願望、人生，在感動中，傳遞幸福的滋味。 |
| 2015 | 30   | 伊甸園的誓言                             | 福宴國際創意美食 3/8 | 1      | 專為結婚喜宴所編排、演出的作品，結合新人的舞蹈、歌唱等活動，以戲劇表演的方式呈現。 |
| 2015 | 29   | 選錯女婿嫁對郎                           | 鐵道藝術網絡台中站20號倉庫21號實驗劇場 2/13 ~ 2/15 | 4      | 作品為改編自古裝劇「鳯還巢」的喜劇，因此除了原始劇本中的笑點之外，更多加了現代時空環境的部份，產生更多特殊的效果。 |
| 2015 | 28   | 希望車站                                 | 臺中市屯區藝文中心 2015/7/13、高雄市社會教育館 2015/9/28、臺中國家歌劇院大劇院 2015/12/31、桃園展演中心展演廳 2016/2/7 | 4      | 歌曲創作有：舊情人、愛情保存期、茶香、單戀、一點點浪漫、熟悉的背影、失落羽翼的天使、快閃、希望車站。 高雄場演出前夕，高雄遭逢史上最大氣爆意外「八一氣爆事件」，因此原訂售票演出改為免費義演，邀請在八一氣爆事件中，英勇救災的警、消、醫、護、志工，以及受災地區居民、當地弱勢團體等，到場免費觀賞演出。 國家歌劇院落成慶祝活動中，邀請了全台前五大劇團，於大劇院進行聯演，其中，上劇團是唯一受邀在大劇院演出的台中在地劇團。2014年12月31日於臺中國家歌劇院之演出，是國家歌劇院落成後第一個跨年活動，也是台中在地劇團首次使用該場地。 |
| 2014 | 27   | 真善美公園－校園巡迴演出特別版           | 國立虎尾科技大學、臺北市立大學、國立屏東科技大學、中華科技大學、高雄醫學大學、育達科技大學、長榮大學 | 7      | |
| 2014 | 26   | 希望車站－天使計畫                       | 逢甲大學啟垣廳 3/16, 3/23 | 2      | 為了向支持者募集製作資源，首次嘗試將「希望車站」之初期完成片段搬上舞台，邀請企業界人士支持藝文表演活動。並獲得臺中蔡市副市長炳坤親臨現場共襄盛舉。 歌曲創作有：孩子的優異、向世界宣告、Sweet Lady、Open車站 |
| 2013 | 25   | 2013台灣同樂會之頭殼有動－巡迴特別加強版 | 穆勒咖啡館 10/12, 10/13、關渡山行巷弄聚場 10/19, 10/20、老樣咖啡廳 10/26, 11/27, 11/2, 11/3 | 16     | 接受文化部「表演藝術類補助」計畫，補助上劇團至全台各地展演中心演出。 |
| 2013 | 24   | 頭殼有動（貳）                           | ALLO Friend雨天不撐傘咖啡廳展演空間 8/3, 8/4, 8/10, 8/11 | 8      | |
| 2013 | 23   | 媽祖置兜位－大甲鎮瀾宮起駕宴特別版       | 大甲鎮瀾宮廟前廣場 4月 | 1      | 受大甲鎮瀾宮邀請，於媽祖遶境活動中，進行戶外大型敬神演出。 |
| 2013 | 22   | 啟夢-2013巡迴特別版                      | 高中、大學校園，以及UP藝文展演空間 | 17     | 接受文化部「表演藝術類補助」計畫，補助上劇團至各高中、大學校園，以及地方展演中心進行演出。 |
| 2013 | 21   | 媽祖置兜位                               | 臺中市屯區藝文中心 實驗劇場 3/23 | 2      | 音樂創作有：廟前廣場、阿豪心事、小倆口、胖見企。 |
| 2013 | 20   | 新居落成                                 | UP藝文展演空間 2/17 | 1      | |
| 2013 | 19   | 比武招親                                 | 梧棲、大里 | 2      | |
| 2012 | 18   | 駐村 ON AIR                              | 鐡道藝術網絡台中站20號倉庫 | 1      | |
| 2012 | 17   | 泰伯奔吳                                 | 台灣吳氏宗親會年度祭祖懇親大會會場 11/25 | 1      | 接受台灣吳氏宗親會委託，製作年度祭祖懇親大會之表演節目，描寫吳氏先人離開原有封地，勇敢開創新業的歷史故事。 |
| 2012 | 16   | 啟夢                                     | 鐡道藝術網絡台中站20號倉庫 8/24 ~ 26 | 6      | |
| 2012 | 15   | 頭殼有動                                 | 鐡道藝術網絡台中站20號倉庫 7/13 ~ 15 | 5      | |
| 2012 | 14   | 火車顫                                   | 鐵道藝術網絡台中站20號倉庫 4/14 ~ 5/12 | 106    | 鬼屋活動與近身式戲劇之結合，演出採輪帶式進行。 |
| 2012 | 13   | 媽祖的囝仔                               | 大甲鎮瀾宮 3/23 | 1      | 接受大甲鎮瀾宮管理委員會委託，製作媽祖起駕宴活動之表演節目。製作人為彭立，演導為陳尚筠，舞台監督為田家樺。 |
| 2012 | 12   | 倉庫精靈                                 | 鐵道藝術網絡台中站20號倉庫 2月 | 2      | |
| 2011 | 11   | 迷失的夢想－台中巡迴演出版               | 台中市北屯長老教會、台中市太原賞櫻廊道、基督救恩之光教會、青年中學、20號倉庫21號實驗劇場、均安宮、嶺東中學 | 20     | 接受文建會「表演藝術類」補助演出音響器材費，進行台中地區巡迴演出。 音樂創作有：夢想園地。 |
| 2011 | 10   | 迷失的夢想－台北藝穗節特別版             | 台北市西門紅樓劇場 9/3, 4 | 3      | 參加台北藝穗節參演作品。 音樂創作有：尋找彩虹。 |
| 2011 | 9    | 寂寞城市系列－大老闆小套房               | 鐵道藝術網絡台中站20號倉庫 7/9 ~ 10 | 4      | 以現代都會人的愛情、生活為架構，描寫現代人在生活中的無奈與希望。 音樂創作計有：老闆的祕密、無論如何、孩子的優異、年輕。 |
| 2011 | 8    | 寂寞城市系列－Vodka華爾滋                | 鐵道藝術網絡台中站20號倉庫 7/4 ~ 8 | 5      | 以現代都會人的愛情、生活為架構，描寫現代人在生活中的無奈與希望。 音樂創作有：曙光城市、新女性、18樓、一個人活、綜合體。 |
| 2011 | 7    | 寂寞城市系列－日拋大情聖                 | 鐵道藝術網絡台中站20號倉庫 7/2 ~ 3 | 3      | 以現代都會人的愛情、生活為架構，描寫現代人在生活中的無奈與希望。 音樂創作包括：大情聖、萬人迷、愛情遊戲、黃金單身漢。 |
| 2011 | 6    | 媒這回事兒                               | 東海大學 4/1 ~ 5 | 1      | 上劇團首次接受委託，製作東海大學美術研究所實習展覽活動演出，內容為舞蹈與戲劇結合之表演。 |
| 2011 | 5    | 火車顫                                   | 鐵道藝術網絡台中站20號倉庫 4/1 ~ 5 | 10     | 鬼屋活動與近身式戲劇之結合，演出採輪帶式進行。 音樂創作包括純音樂：軌鏡、陀地位、背後靈、咒殺 |
| 2011 | 4    | 愛情魔咒                                 | 鐵道藝術網絡台中站20號倉庫 2/12 ~ 13 |        | 為20號倉庫駐村藝術家工作坊，於21號實驗劇場中，帶領觀眾手作情人節蛋糕，欣賞戲劇表演。 音樂創作包括：愛情魔咒 |
| 2011 | 3    | 離開地球表面、美人計                     | 鐵道藝術網絡台中站20號倉庫、臺中火車站第一月台 | 2      | 配合20號倉庫駐村藝術家『與兔子的約定』特展之支援創作。 |
| 2011 | 2    | 十七歲那年                               | 鐵道藝術網絡台中站20號倉庫 | 1      | 配合20號倉庫駐村藝術家期初聯展之創作，於開幕活動中演出。 |
| 2010 | 1    | 迷失的夢想                               | 鐵道藝術網絡台中站20號倉庫 11/5, 7, 12, 13, 14 | 8      | 上劇團首次推出的作品。 音樂創作包括了：保險女郎之歌、工程師之歌、小學老師之歌、交警之歌、我有一個夢、萎靡人生、人生舞台。 |

## 音樂創作
上劇團大部份舞台作品，都是以歌舞劇為表演型式，所以需要在劇中穿插大量歌舞，因此也必須創作大量的音樂、歌曲，以滿足作品內容所需。也因為這些歌曲都是與故事的進行有密切的關係，所以通常不會單獨發行或販售，而是以原聲CD的方式，在戲劇表演場中，一併販售。
| 創作年份 | 作品名稱                     | 歌曲名稱           | 作詞           | 作曲   | 編曲   |
| -------- | ---------------------------- | ------------------ | -------------- | ------ | ------ |
| 2018     | 命運規劃師                   | 命運規劃師         | 田家樺         |        |        |
| 2018     | 命運規劃師                   | 不要違背你的心     | 田家樺         |        | 曾威傑 |
| 2018     | 命運規劃師                   | 原諒               | 田家樺         |        | 曾威傑 |
| 2017     | 生命之泉-白冷圳              | 日冷圳的精靈       | 田家樺         |        | 曾威傑 |
| 2017     | 生命之泉-白冷圳              | 乖，聽話           | 田家樺         |        | 曾威傑 |
| 2017     | 生命之泉-白冷圳              | I'm Sorry          | 田家樺         |        | 曾威傑 |
| 2017     | 生命之泉-白冷圳              | 磯田的煩惱         | 田家樺         |        | 曾威傑 |
| 2017     | 穿樂世紀愛上你               | 愰若隔世           | 田家樺         |        |        |
| 2017     | 穿樂世紀愛上你               | 我是流行天王       | 田家樺         |        | 曾威傑 |
| 2015     | 遊龍戲鳳萌力全開             | 遊龍戲鳳電音爵士版 | 田家樺         |        |        |
| 2015     | 遊龍戲鳳萌力全開             | 遊龍戲鳳電子舞曲版 | 田家樺         |        |        |
| 2015     | 夢碎毒害                     | 無敵夢工廠         | 田家樺         |        |        |
| 2015     | 夢碎毒害                     | 我陪你不孤單       | 田家樺         |        |        |
| 2015     | 汝彼娘的情人節-遊龍戲鳳      | 遊龍戲鳳-爵士版    | 田家樺         |        |        |
| 2015     | 汝彼娘的情人節-遊龍戲鳳      | 遊龍戲鳳-電音版    | 田家樺         |        |        |
| 2015     | 白日夢工廠                   | 白日夢工廠         | 田家樺         |        |        |
| 2015     | 白日夢工廠                   | 有我陪你           | 田家樺         |        |        |
| 2015     | 希望車站                     | 舊情人             | 田家樺         | 曾威傑 | 曾威傑 |
| 2015     | 希望車站                     | 愛情保存期         | 田家樺         | 曾威傑 | 曾威傑 |
| 2015     | 希望車站                     | 茶香               | 田家樺         | 曾威傑 | 曾威傑 |
| 2015     | 希望車站                     | 單戀               | 田家樺         | 曾威傑 | 曾威傑 |
| 2015     | 希望車站                     | 一點點浪漫         | 田家樺         | 曾威傑 | 曾威傑 |
| 2015     | 希望車站                     | 熟悉的背影         | 田家樺         | 曾威傑 | 曾威傑 |
| 2015     | 希望車站                     | 失落羽翼的天使     | 田家樺         | 曾威傑 | 曾威傑 |
| 2015     | 希望車站                     | 快閃               |                | 曾威傑 | 曾威傑 |
| 2015     | 希望車站                     | 希望車站           | 曾威傑         | 曾威傑 |        |
| 2014     | 希望車站－天使計畫           | 孩子的優異         | 田家樺         | 曾威傑 | 曾威傑 |
|          | 希望車站－天使計畫           | 向世界宣告         |                |        |        |
|          | 希望車站－天使計畫           | Sweet Lady         | 田家樺         | 曾威傑 | 曾威傑 |
|          | 希望車站－天使計畫           | OPEN車站           |                |        |        |
| 2013     | 媽祖置兜位                   | 廟前廣場           | 田家樺         | 曾威傑 | 曾威傑 |
| 2013     | 媽祖置兜位                   | 阿豪心事           |                |        |        |
| 2013     | 媽祖置兜位                   | 小倆口             | 田家樺         |        |        |
| 2013     | 媽祖置兜位                   | 胖見企             |                |        |        |
| 2012     | 駐村ON AIR                   | 駐村ON AIR         | 田家樺         | 田家樺 | 田家樺 |
| 2012     | 啟夢                         | 再夢一次           |                |        |        |
| 2012     | 啟夢                         | 我不知道           |                |        |        |
| 2012     | 啟夢                         | 啟夢               |                |        |        |
| 2012     | 啟夢                         | 18樓II             |                |        |        |
| 2011     | 迷失的夢想－台中巡迴演出版   | 夢想園地           |                |        |        |
| 2011     | 迷失的夢想－臺北藝穗節特別版 | 尋找彩虹           |                |        |        |
| 2011     | 寂寞城市－大老闆小套房       | 老闆的祕密         |                | 曾威傑 | 曾威傑 |
| 2011     |                              | 無論如何           |                | 曾威傑 | 曾威傑 |
| 2011     |                              | 孩子的優異         |                | 曾威傑 | 曾威傑 |
| 2011     |                              | 年輕               |                | 曾威傑 | 曾威傑 |
| 2011     | 寂寞城市－Vodka華爾滋        | 曙光城市           |                |        | 曾威傑 |
| 2011     | 寂寞城市－Vodka華爾滋        | 新女性             |                |        | 曾威傑 |
| 2011     | 寂寞城市－Vodka華爾滋        | 18樓               |                |        | 曾威傑 |
| 2011     | 寂寞城市－Vodka華爾滋        | 一個人活           |                |        | 曾威傑 |
| 2011     | 寂寞城市－Vodka華爾滋        | 綜合體             |                |        | 曾威傑 |
| 2011     | 寂寞城市－日拋大情聖         | 大情聖             |                |        | 曾威傑 |
| 2011     | 寂寞城市－日拋大情聖         | 萬人迷             |                |        | 曾威傑 |
| 2011     | 寂寞城市－日拋大情聖         | 愛情遊戲           |                |        | 曾威傑 |
| 2011     | 寂寞城市－日拋大情聖         | 黃金單身漢         |                |        | 曾威傑 |
| 2011     | 火車顫                       | 軌鏡               |                |        | 曾威傑 |
| 2011     | 火車顫                       | 陀地位             |                |        | 曾威傑 |
| 2011     | 火車顫                       | 背後靈             |                |        | 曾威傑 |
| 2011     | 火車顫                       | 咒殺               |                |        | 曾威傑 |
| 2011     | 愛情魔咒                     | 愛情魔咒           |                |        |        |
| 2010     | 迷失的夢想                   | 保險女郎之歌       | 田家樺         | 田家樺 | 曾威傑 |
| 2010     | 迷失的夢想                   | 工程師之歌         | 田家樺         | 田家樺 | 曾威傑 |
| 2010     | 迷失的夢想                   | 小學老師之歌       | 田家樺         | 田家樺 | 曾威傑 |
| 2010     | 迷失的夢想                   | 交警之歌           | 田家樺         | 田家樺 | 曾威傑 |
| 2010     | 迷失的夢想                   | 我有一個夢         | 田家樺         | 田家樺 | 曾威傑 |
| 2010     | 迷失的夢想                   | 萎靡人生           | 田家樺         | 田家樺 | 曾威傑 |
| 2010     | 迷失的夢想                   | 人生舞台           | 陳尚筠、田家樺 | 田家樺 | 曾威傑 |

## 戲劇工作坊

### 長期戲劇工作坊
- 夢想之鷹劇場精英培訓計畫　為期18個月的劇場實戰培訓，以培養專業劇場工作者為目標，因此幕前、幕後的專業課程，以及售票演出的實戰經驗，都會是該工作坊的培訓內容。

由於臺中地區的大學中，均無戲劇相關科系，因此這個工作坊已經成為台中地區培訓專業劇場從業人員的重要管道之一。

### 短期戲劇工作坊
- 藝鳴驚人　以25歲以下，對戲劇表演有興趣的學生或社會人士為主。

- 藝高膽大　以25歲以上，對戲劇表演有興趣的社會人士為主。

劇團表示，之所以以年齡做為課程的區分，是因為年紀通常決定了人生歷練、生活態度，以及對人與人之間互動的熟悉程度，在戲劇教學上，就會有不同的方式。
短期戲劇工作坊總共包含10堂課，通常會在10周之後結業。結業當天會有戲劇表演呈現，免費開放供親友及粉絲欣賞。在長期持續經營之下，目前已經成為大里當地小有名氣的小型戲劇表演節目「鹹酸甜」。

### 「鹹酸甜」短期課程結業呈現
短期課程的結業呈現，均由學員自身的親身經歷、過去所發生的人生重要事件為主軸，加上戲劇的元素，編成一個短篇的小品故事。因為均為學員過往的人生故事，故事中有快樂也有悲傷，像蜜醆一樣，渾雜著各種滋味，故取其名為「鹹酸甜」。每次結業的演出，除了「鹹酸甜」這個主標題之外，還會有一個副標題，以區分每次不同的主題，學員也會根據當次的子標題，進行創作。

### 「表演學苑」戲劇推廣教育
針對「戲劇」、「歌唱」、「舞蹈」三門現代戲劇演員必須的功課，成立了「表演學苑」戲劇推廣教育平台，主要的教學宗旨如下：
1. 以至少18個月以上的培訓時間，長期培育專業演員為目標，從基礎能力開始培訓，培養全方位的專業演員。
2. 以戲劇實作為教學主軸，強調演員的實戰能力，而非知識系統。
3. 從內而外，徹底解決演員在表演時的內在衝突與障礙，由外而內，完整解決表演者在各項技能上的先天限制。
4. 強調先成為一個正直、誠信的人，才能「戲假情真」，演出動人的作品。

## 外部連結
- 上劇團藝文工坊 （页面存档备份，存于）
- 上劇團藝文工坊的Facebook專頁
- 表演學苑官方粉絲頁 （页面存档备份，存于）
- 為打火英雄打氣「上劇團藝文工坊」桃園公益演出